# Москоу (Теннесси)
Мо́скоу (англ. Moscow) — город в о́круге Фейетт, штат Теннесси, США. По оценке 2019 года население составило 557 человек (278-й по количеству жителей город штата).

## Демография
Согласно Бюро переписи населения США, по переписи 2000 года в Москоу:
- проживало 422 жителя, из них 183 мужчины (43,4 %) и 239 женщин (56,6 %), при этом для жителей старше 18 лет на 100 женщин приходилось 70,4 мужчины
- 24 жителя (5,7 %) младше 5 лет, 312 человек (73,9 %) трудоспособного возраста (от 18 до 64 лет), 86 жителей (20,4 %) пенсионеры (старше 64 лет)

- расовый состав:
  - белые — 291 человек (69,0 %)
  - афроамериканцы — 123 (29,1 %)
  - индейцы (включая эскимосов и алеутов) — 1 (0,2 %)
  - метисы (две и более смешанные расы) — 5 (1,2 %)
  - прочие — 2 (0,5 %)

- экономические показатели:
  - средний доход на семью — $46 875 в год;
  - семей ниже прожиточного минимума — 17 (16,3 %)
  - одиноких жителей ниже прожиточного минимума — 85 (21,0 %)

- родились за пределами США — 9 жителей (2,2 %)
- дома разговаривают на не-английском языке — 16 жителей (4,2 %)

## Москоу вГражданской войне

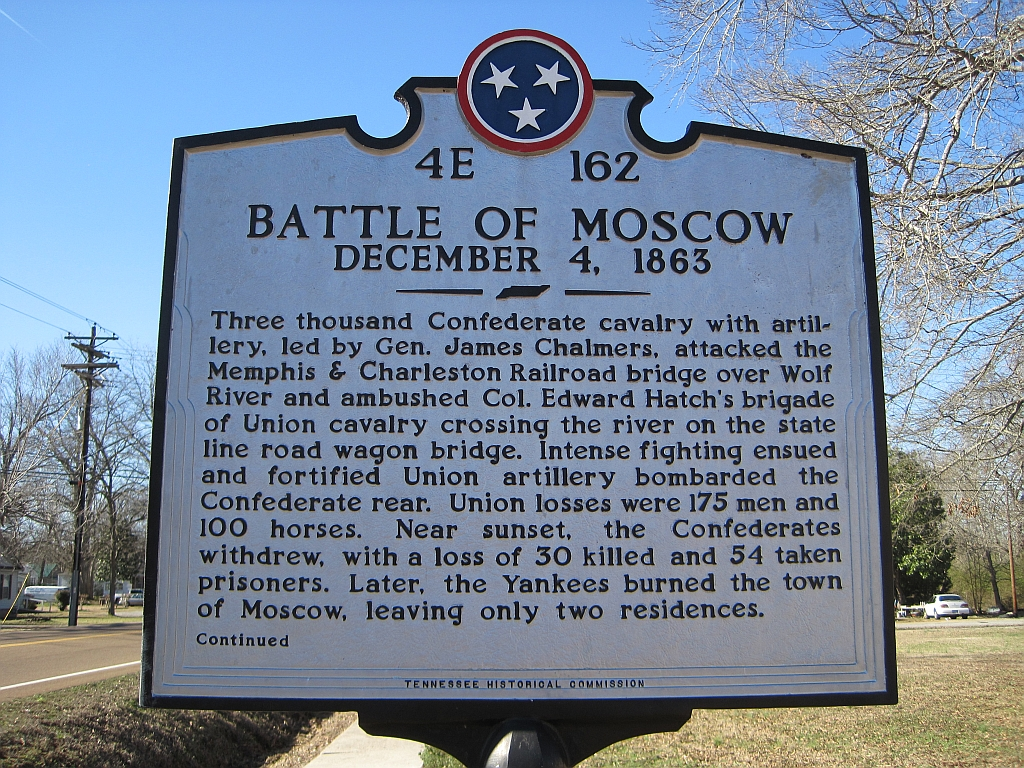
Памятная табличка, посвящённая бою 4 декабря 1863 года.

4 декабря 1863 года возле Москоу произошла стычка между конфедератами и «цветными». Конница «южан» под командованием генерала Стивена Ли (англ. Stephen D. Lee) пыталась сжечь железнодорожный мост через Вулф-Ривер (Wolf River), чтобы помочь генералу Натаниэлю Форресту вернуться в Теннесси из Миссисипи. По этому поводу в дневнике генерала Хёрлбёрта (англ. Union Gen. S. A. Hurlburt) имеется запись, датированная 17 декабря того же года: «Недавняя стычка в Москоу, штат Теннесси продемонстрировала то, что «цветные» войска, должным образом натренированные и обученные дисциплине, могут и будут сражаться хорошо».